# Seznam ministrů financí Rakouska-Uherska
Toto je seznam ministrů financí Rakouska-Uherska, který obsahuje chronologický přehled všech členů společných ministrů Rakouska-Uherska působících v čele tohoto úřadu (včetně správců, tedy osob provizorně pověřených řízením ministerstva) po celé období existence tohoto státního útvaru, tedy od rakousko-uherského vyrovnání roku 1867 až do zániku Rakouska-Uherska v roce 1918. Kromě finančních otázek společných pro celé Rakousko-Uhersko zastávali od 6. února 1879 také funkci guvernéra okupované Bosny a Hercegoviny.
Šlo o jiné portfolio než zastávali ministři financí Předlitavska nebo ministři financí Uherska, kteří zodpovídali za finance pouze v jedné ze dvou polovin habsburského soustátí. 

## Ministři financí Rakouska-Uherska 1867–1918
| #  | Jméno                         | Fotografie | Strana | Předlitavská vláda | Funkční období                         | Poznámky                                                                 |
| -- | ----------------------------- | ---------- | ------ | --- | -------------------------------------- | ------------------------------------------------------------------------ |
| 1  | Franz Karl von Becke          |            |        | vláda Ferdinanda von Beusta vláda Karla von Auersperga | 24. prosince 1867 – 15. ledna 1870     |                                                                          |
| 2  | Ferdinand von Beust           |            |        | vláda Karla von Auersperga vláda Leopolda Hasnera vláda Alfreda von Potockého | 15. ledna 1870 – 21. května 1870       | Správce.                                                                 |
| 3  | Menyhért Lónyay               |            |        | vláda Alfreda von Potockého vláda Karla von Hohenwarta vláda Ludwiga von Holzgethana | 21. května 1870 – 14. listopadu 1871   |                                                                          |
| 4  | Gyula Andrássy                |            |        | vláda Ludwiga von Holzgethana vláda Adolfa von Auersperga | 14. listopadu 1871 – 15. ledna 1872    | Správce.                                                                 |
| 5  | Ludwig von Holzgethan         |            |        | vláda Adolfa von Auersperga | 15. ledna 1872 – 11. června 1876       |                                                                          |
| 6  | Gyula Andrássy                |            |        | vláda Adolfa von Auersperga | 11. června 1876 – 14. srpna 1876       | Správce.                                                                 |
| 7  | Leopold Friedrich von Hofmann |            |        | vláda Adolfa von Auersperga vláda Karla von Stremayra vláda Eduarda Taaffeho | 14. srpna 1876 – 8. dubna 1880         |                                                                          |
| 8  | József Szlávy                 |            |        | vláda Eduarda Taaffeho | 8. dubna 1880 – 4. června 1882         |                                                                          |
| 9  | Benjámin Kállay               |            |        | vláda Eduarda Taaffeho vláda Alfreda Windischgrätze vláda Ericha Kielmansegga vláda Kazimíra Badeniho první vláda Paula Gautsche vláda Franze Thuna vláda Manfreda Clary-Aldringena první vláda Ernesta von Koerbera | 4. června 1882 – 13. července 1903     |                                                                          |
| 10 | Agenor Gołuchowski            |            |        | první vláda Ernesta von Koerbera | 14. července 1903 – 24. července 1903  | Správce.                                                                 |
| 11 | István Burián                 |            |        | první vláda Ernesta von Koerbera druhá vláda Paula Gautsche vláda Konrada Hohenloheho vláda Maxe Becka vláda Richarda Bienertha třetí vláda Paula Gautsche vláda Karla Stürgkha                                      | 24. července 1903 – 12. února 1912     |                                                                          |
| 12 | Leo von Bilinski              |            |        | vláda Karla Stürgkha | 12. února 1912 – 7. února 1915         |                                                                          |
| 13 | Ernest von Koerber            |            |        | vláda Karla Stürgkha | 7. února 1915 – 28. října 1916         |                                                                          |
| 14 | István Burián                 |            |        | druhá vláda Ernesta von Koerbera | 28. října 1916 – 2. prosince 1916      | Správce.                                                                 |
| 15 | Konrad Hohenlohe              |            |        | druhá vláda Ernesta von Koerbera vláda Heinricha Clam-Martinice | 2. prosince 1916 – 22. prosince 1916   |                                                                          |
| 16 | István Burián                 |            |        | vláda Heinricha Clam-Martinice vláda Ernsta Seidlera vláda Maxe Hussarka | 22. prosince 1916 – 7. září 1918       | Od 16. dubna 1918 správce.                                               |
| 17 | Alexander Spitzmüller         |            |        | vláda Maxe Hussarka vláda Heinricha Lammasche | 7. září 1918 – 4. listopadu 1918       |                                                                          |
| 18 | Paul Kuh-Chrobak              |            |        | vláda Heinricha Lammasche | 4. listopadu 1918 – 12. listopadu 1918 | Správce, později do roku 1920 vedoucí likvidace společného ministerstva. |